# Episodi di The Venture Bros. (sesta stagione)
La sesta stagione della serie animata The Venture Bros., composta da 8 episodi, è stata trasmessa negli Stati Uniti, da Adult Swim, dal 31 gennaio al 20 marzo 2016.
In Italia la stagione è inedita.
| nº               | Titolo originale         | Prima TV USA     |
| ---------------- | ------------------------ | ---------------- |
| 1                | Hostile Makeover         | 31 gennaio 2016  |
| 2                | Maybe No Go              | 7 febbraio 2016  |
| 3                | Faking Miracles          | 14 febbraio 2016 |
| 4                | Rapacity in Blue         | 21 febbraio 2016 |
| 5                | Tanks for Nuthin'        | 28 febbraio 2016 |
| 6                | It Happening One Night   | 6 marzo 2016     |
| 7                | A Party for Tarzan       | 13 marzo 2016    |
| 8                | Red Means Stop           | 20 marzo 2016    |
| Episodi speciali |                          |                  |
| -                | All This and Gargantua-2 | 19 gennaio 2015  |